# Sakari Mattila
Sakari Mattila, né le 14 juillet 1989 à Helsinki, est un footballeur finlandais.
Joueur évoluant au poste de milieu de terrain, il apparaît pour la 1re fois dans la Veikkausliiga en 2008. 
Il signe en novembre 2008 un contrat de 4 ans et demi avec l'Udinese Calcio et rejoint les rangs de ce club en janvier 2009.
Il est le capitaine de l'équipe de Finlande espoirs de football.

## Biographie

### Les débuts
Sakari Mattila commence à jouer au football dès l'âge de 5 ans. Il fait ses classes au sein de trois clubs de sa ville natale, d'abord au Malminkartanon Peto, situé dans sa banlieue nord, ensuite au Pohjois-Haagan Urheilijat, puis au HJK Helsinki.

### HJK Helsinki
En 2007, il intègre l'effectif du club réserve du HJK Helsinki, le Klubi-04, équipe du Ykkönen depuis 2006. 
Il fait ses débuts dans la Veikkausliiga le 4 mai 2008, lors de la rencontre opposant son club au FC KooTeePee. C'est lors de sa 3e titularisation, contre le FC Inter Turku, qu'il inscrit son 1er but dans le championnat finlandais.
Durant la 1re moitié de la saison, Sakari Mattila est le plus souvent remplaçant, puis son temps de jeu augmente considérablement et il devient finalement un des meneurs de jeu essentiels du HJK. Lors de quelques matchs, il est titularisé au poste d'arrière central.

#### Les prémices d'un départ
Lors d'un stage de préparation hivernale à Marbella, avant la reprise de la saison 2008-2009, Sakari Mattila est remarqué par les agents recruteurs des clubs espagnols du FC Séville et du Málaga CF. En avril 2008, le HJK et le joueur décident de prolonger le contrat jusqu'en 2010.
En août 2008, l'US Palerme, après l'avoir repéré à Helsinki et visionné les cassettes de ses matchs, l'appelle et l'invite à effectuer un essai de plusieurs jours. Peu de temps après, c'est un autre club italien, l'Udinese Calcio qui prend contact avec lui et lui propose également un essai. Avant son départ pour Udine, le joueur se dit prêt à jouer en Serie A.
Fin octobre 2008, le journal finlandais Ilta-Sanomat indique qu'une 1re offre de 700 000 euros, faite par le club udinois pour s'attacher les services de Sakari Mattila, a été refusée par le HJK.

### Udinese Calcio
Au mois de novembre 2008, le transfert de Sakari Mattila à l'Udinese Calcio est finalisé et le joueur signe un contrat pour 4 saisons et demi avec le club udinois, dont il rejoint les effectifs en janvier 2009.

### Ascoli Calcio
Le 10 juillet 2009, Sakari Mattila est prêté à l'Ascoli Calcio 1898 en Serie B, sans avoir jamais porté le maillot de l'Udinese Calcio. Il joue 11 matchs en championnat sous son nouveau maillot.

## Palmarès
- Champion de Finlande en 2012 avec le HJK Helsinki